# Antonín Petr Příchovský z Příchovic
Antonín Petr Příchovský z Příchovic (celým jménem Antonín Petr Filip Augustin Josef hrabě Příchovský z Příchovic, 28. srpna 1707, Svojšín – 14. dubna 1793, Praha) byl český šlechtic a římskokatolický duchovní, biskup královéhradecký (1754–1763) a arcibiskup pražský a primas český (1763–1793).

## Život

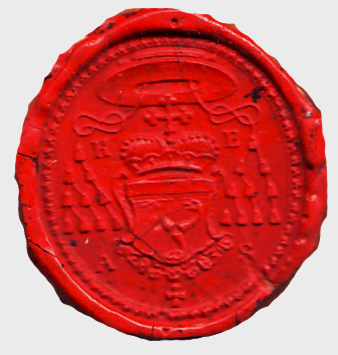
Pečeť Arcibiskupa, 1765

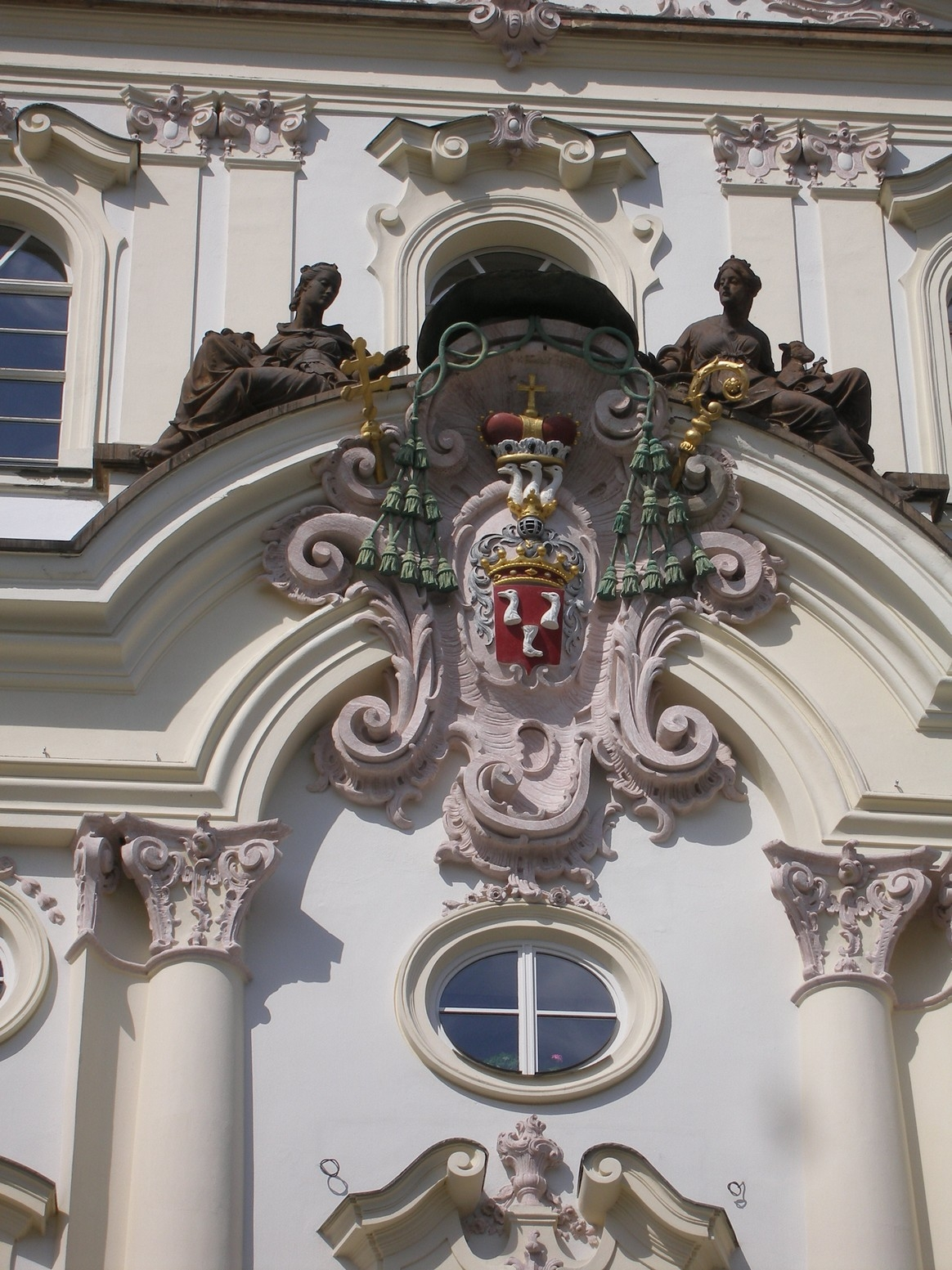
Znak arcibiskupa Antonína Příchovského na průčelí Arcibiskupského paláce v Praze

Pocházel ze starého českého vladyckého rodu Příchovských z Příchovic, podle Příchovic v západních Čechách. Po studiích v Římě a v Praze byl roku 1731 vysvěcen na kněze a získal titul doktora teologie na Karlově univerzitě. 19. listopadu 1752 byl jmenován biskupským koadjutorem a nástupcem, pražským světícím biskupem a tituláním biskupem hemeské diecéze. V letech 1754-1763 byl také biskupem v Hradci Králové.
Dne 12. listopadu 1755 byl svatovítskou kapitulou zvolen za jejího probošta. Po smrti arcibiskupa Jana Mořice Gustava z Manderscheid-Blankenheimu byl 26. října 1763 zvolen novým pražským arcibiskupem.
Za jeho episkopátu proběhla rozsáhlá přestavba pražského Arcibiskupského paláce v rokokovém stylu, při které získal svou dnešní podobu.
V roce 1770 vyšel jím aktualizovaný a rozšířený Koniášův index nebezpečných knih pod názvem Index librorum prohibitorum et corrigendorum. 
Arcibiskup Antonín Petr Příchovský z Příchovic zemřel v Praze den 14. dubna 1793 a byl pochován v katedrále sv. Víta.